# Cyclocross-Weltmeisterschaften 1997
Die Cyclocross-Weltmeisterschaften 1997 wurden am 1. und 2. Februar in München ausgetragen. Wie schon 1985 fanden die Wettkämpfe im Olympiapark statt.

## Ergebnisse

### Elite
| Platz | Land    | Sportler            |
| ----- | ------- | ------------------- |
| 1     | Italien | Daniele Pontoni     |
| 2     | Schweiz | Thomas Frischknecht |
| 3     | Italien | Luca Bramati        |

### Junioren
| Platz | Land        | Sportler           |
| ----- | ----------- | ------------------ |
| 1     | Schweiz     | David Rusch        |
| 2     | Italien     | Stefano Toffoletti |
| 3     | Deutschland | Steffen Weigold    |

### U 23
| Platz | Land       | Sportler         |
| ----- | ---------- | ---------------- |
| 1     | Belgien    | Sven Nys         |
| 2     | Belgien    | Bart Wellens     |
| 3     | Frankreich | Christophe Morel |